# Río Sheaf
El río Sheaf es un corto río que discurre por Sheffield, en Yorkshire del Sur (South Yorkshire, en inglés), Inglaterra.

## Características
Se forma por la unión de dos arroyos: Totley Brook y el Old Hay Brook en Totley, un barrio residencial a las afueras de Sheffield. El Sheaf fluye hacia el norte, a lo largo del valle de Abbeydale. Después comienza su recorrido por un alcantarillado, pasando por debajo del centro de Sheffield, emergiendo de vez en cuando, hasta unirse al río Don. Este tramo del río Sheaf, junto con el río Don, forman los límites del castillo de Sheffield.
Hasta el siglo XVII, la palabra "Sheaf" se escribía como "Scheth" o "Sheath". Sidney Oldall Addy pensaba que el término tenía su origen en la palabra del inglés antiguo, "shed" o "sheth", que significaría "dividir" o "separar". Históricamente, el Sheaf, junto con sus tributarios el Meers Brook y el Limb Brook, formaba parte de la frontera que separaba a los reinos anglosajones de Mercia y Northumbria; en el siglo XX, continuó siendo la frontera entre Yorkshire y Derbyshire. 
"Sheffield" proviene del nombre "Sheaf". Los principales tributarios del Sheaf son el Porter Brook y el Meers Brook. A lo largo de años de actividad industrial, el Sheaf ha sufrido la contaminación de las fábricas. Aún hoy en día no ha sido recuperado del todo. El río se usaba para proveer de energía a la industria metalúrgica, ejemplo de lo cual es el "Abbeydale Industrial Hamlet", un museo industrial al sur de Sheffield.